# Reeperbahn

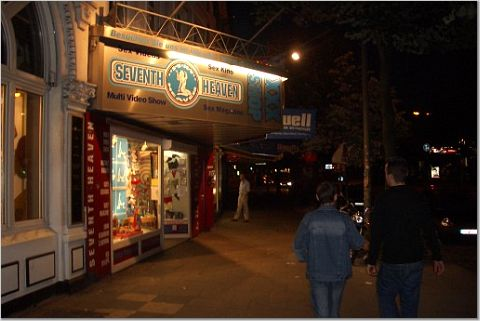
Um sex shop na Reeperbahn

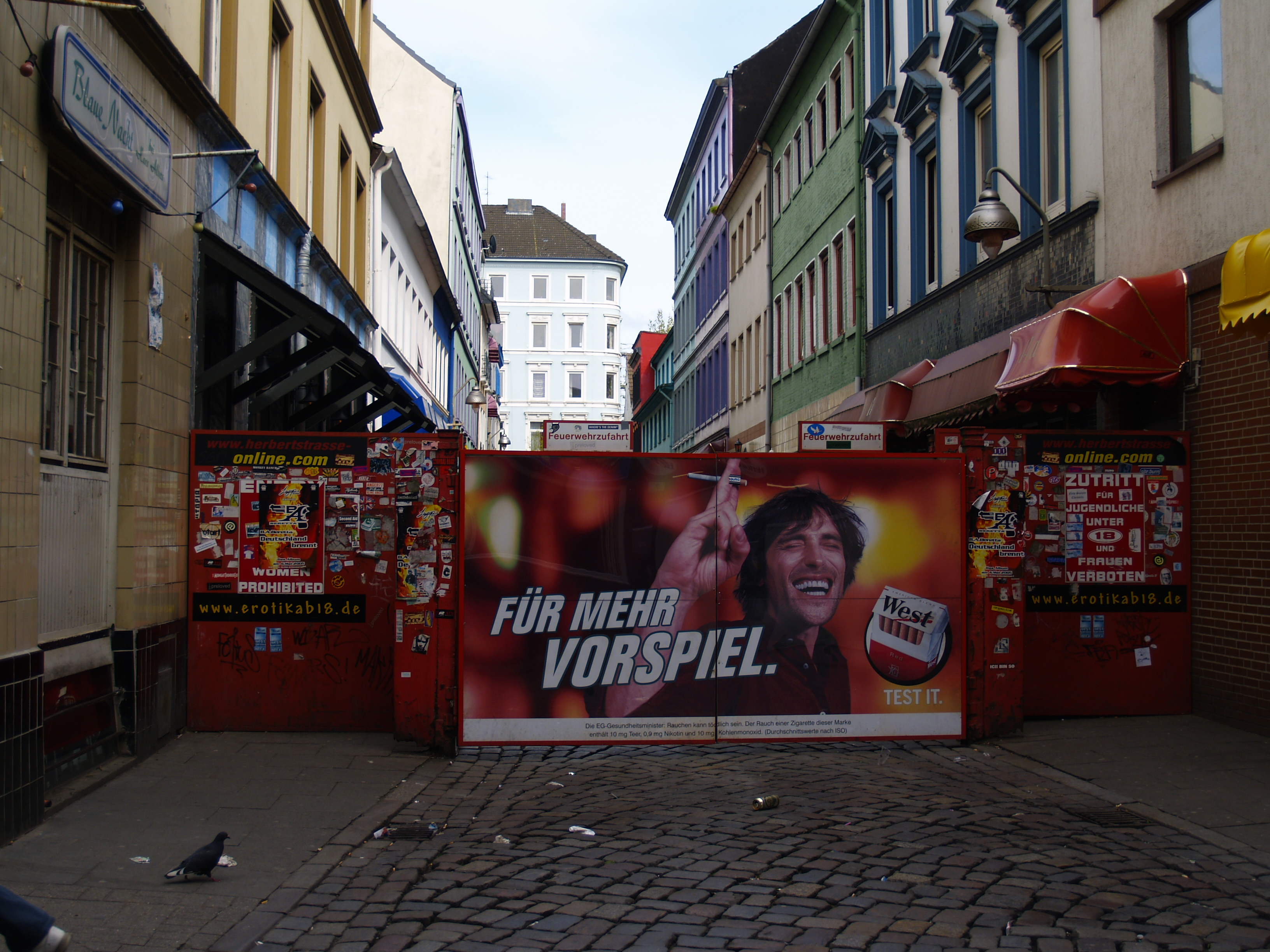
Entrada da rua Herbertstraße; na placa vermelha à direita do portão, lê-se "Entrada proibida para menores de 18 anos e para mulheres". A placa com o grande cigarro tem o anúncio: "...Para mais preliminares."

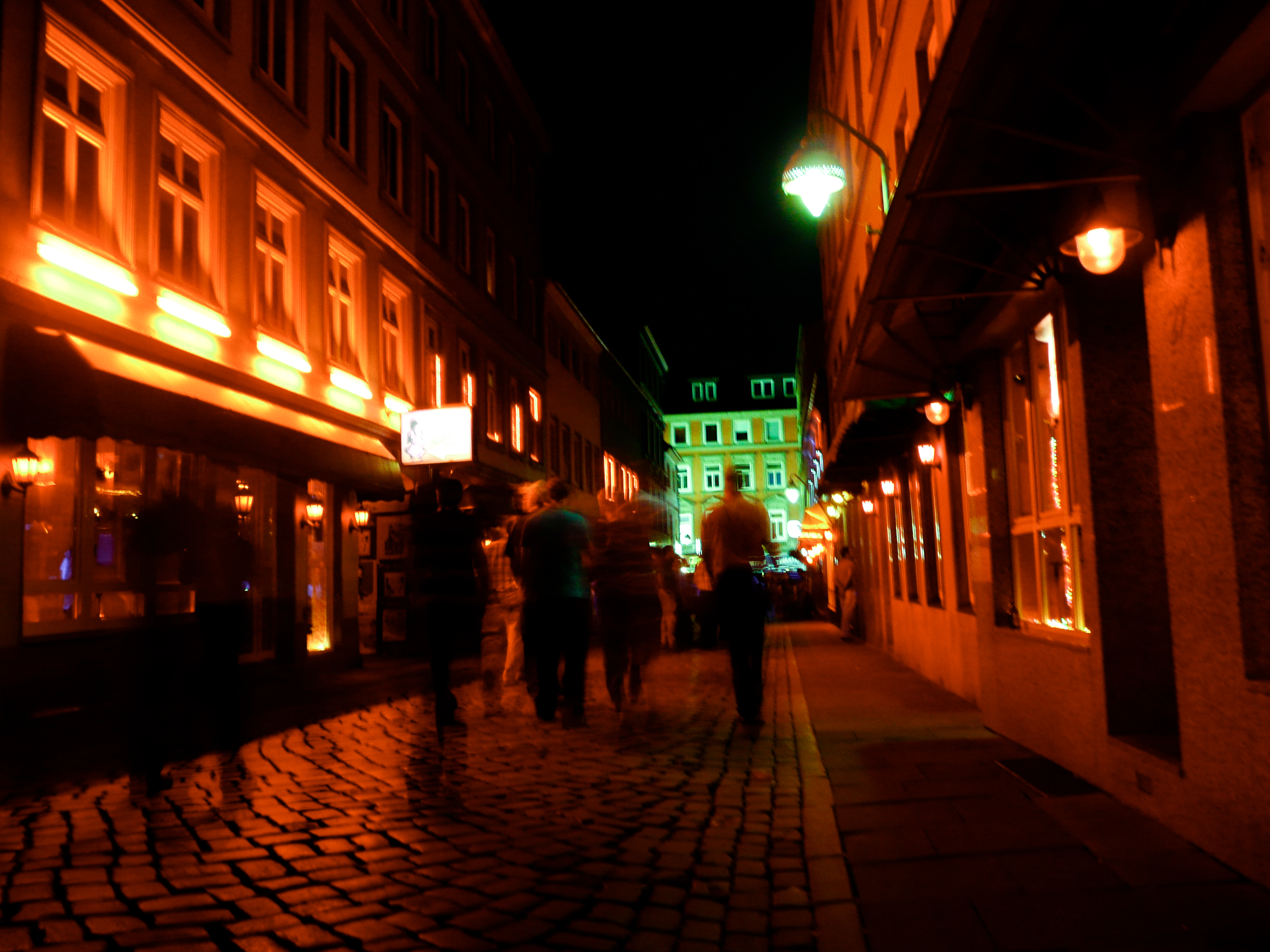
Por dentro da rua Herbertstraße

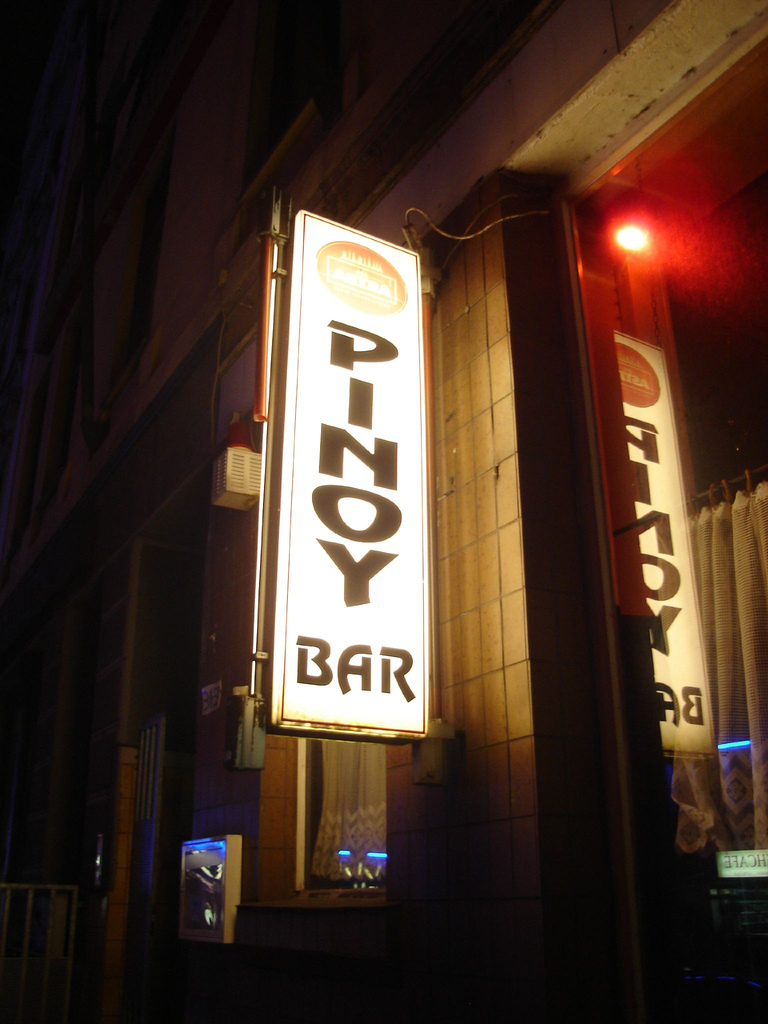
Pinoy bar no red-light district.

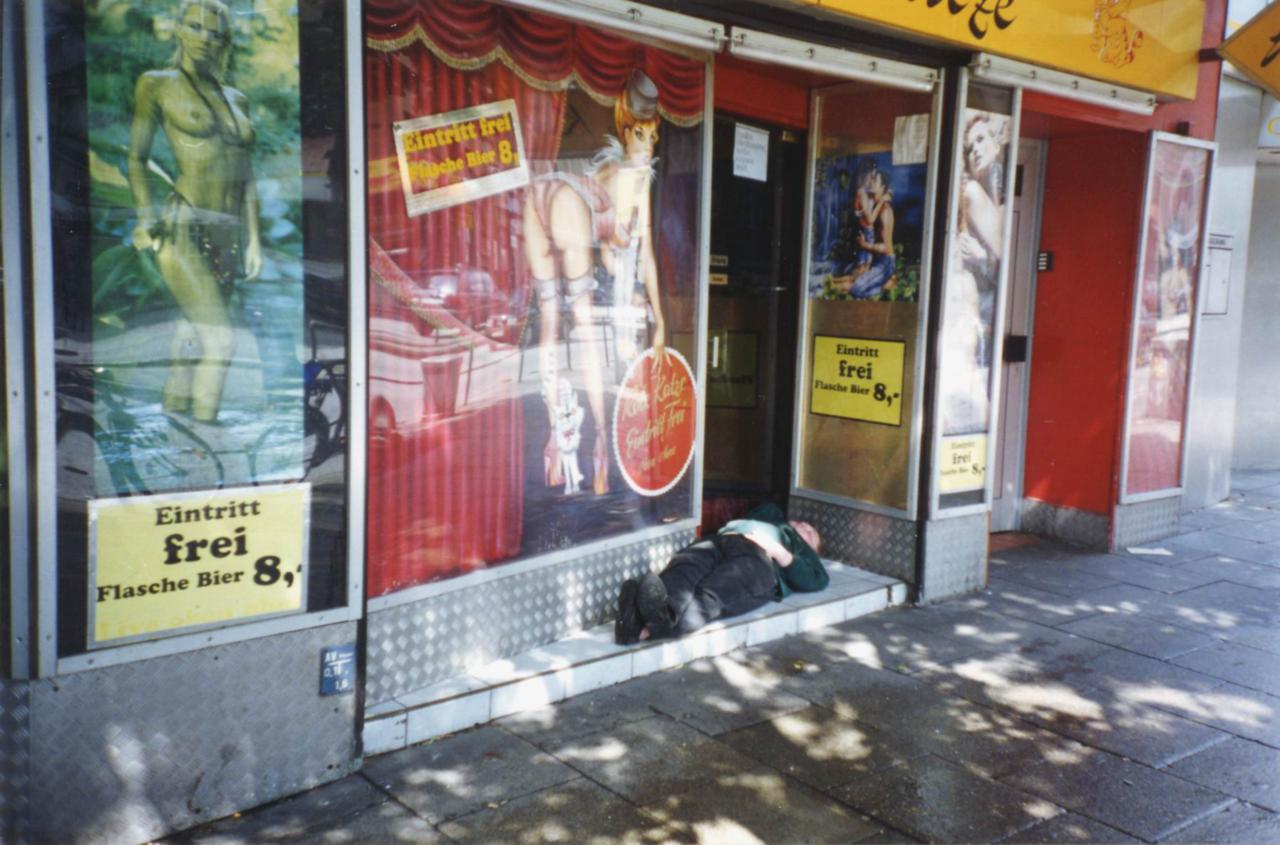
Na Placa: Entrada livre

A Reeperbahn (alemão: [ˈʀeːpɐˌbaːn] (escutarⓘ)) é uma rua central de entretenimento do bairro de St. Pauli, em Hamburgo. Tem cerca de 930 metros de comprimento e vai de Millerntor, em direção a oeste, até Nobistor (Hamburg-Altona), onde se funde com a Königstraße. O grande número de bares, clubes noturnos e discotecas, mas sobretudo a zona de prostituição que aí se concentra, valeram-lhe a alcunha de "a milha mais pecaminosa do mundo".

## História

### Origem do nome
O nome da Reeperbahn deve-se aos fabricantes de cordas, os chamados ''Reepschlägern'' (cordoeiros), que necessitavam de um caminho de ferro longo e retilíneo para a produção de cordas para navios. Por conseguinte, existem também ruas com este nome ou nomes semelhantes noutras cidades, por exemplo, em Kiel, Elmshorn, Schleswig, Stade, Buxtehude, Bremen (Reepschlägerbahn) ou Aalborg, na Dinamarca.
Contrariamente à Seilerbahn, na qual se podiam produzir cordas até 50 metros de comprimento (Seilerstraße em Hamburgo), as cordas mais longas e mais grossas exigiam um caminho de ferro de 400 metros de comprimento, a Reeperbahn, também conhecida por Reiferbahn em alto-alemão. À medida que os veleiros se tornavam cada vez maiores e o cordame assumia dimensões correspondentes, os cordoeiros tiveram de se deslocar para fora da cidade, onde ainda havia espaço suficiente para torcer cordas até mil metros. A última Reeperbahn que resta no território de Hamburgo encontra-se atualmente em Hamburg-Hausbruch, na margem sul do Elba.

### Evolução da Reeperbahn
De 1626 a 1883, os Reepschläger de Hamburgo localizavam-se numa vasta área a norte da atual Reeperbahn (até à atual Simon von Utrecht-Straße). Num mapa de Hamburgo de 1791, esta área é mostrada a norte do "Hamburger Berg" com o nome "Reepschläger Bahn", juntamente com os "Reepschläge-Hütten" a oeste das fortificações da cidade de Hamburgo em direção a Altona. O caminho mais a sul, em direção a Altona, recebeu então o nome de Reeperbahn no final do século XVIII, onde também apareceram as primeiras bancas na Spielbudenplatz. O primeiro desenvolvimento residencial foi realizado em 1826-1827, de acordo com os projectos de Wimmel, como pequenos blocos de apartamentos ao estilo de uma fila de casas no lado norte da Reeperbahn, entre Millerntor e Hamburger Berg. O Teatro St. Pauli foi fundado em 1841. Até ao levantamento da barreira de Hamburgo em 1860-1861 e à expansão sucessiva de Hamburgo, a Reeperbahn situava-se no subúrbio de Hamburger Berg (antigo nome de St. Pauli), exatamente entre as duas cidades de Hamburgo, com o limite da cidade de Millerntor, e Altona, com o limite da cidade de Nobistor, na confluência da Große Freiheit.
As pessoas e as empresas que eram indesejáveis em ambas as cidades puderam, assim, instalar-se nas imediações e continuar integradas na vida citadina. Depois de 1860, seguiram-se outras instalações de diversão, tais como salas de cerveja e salões de baile. Mais tarde, as casas individuais foram demolidas para a construção das ruas transversais (Hein Hoyer-Straße, Bremer Straße), criadas na década de 1880. Em 1899, a Lange Reihe, a oeste, foi integrada na Reeperbahn. Os primeiros cinemas (Knopf's Lichtspielhaus) surgiram no início do século XX, seguidos, na década de 1920, por pubs (Zillertal), teatros de variedades (Alkazar) e o salão de dança Café Heinze, que foi sucedido pelo Café Keese em 1953 e, finalmente, por grandes bordéis como o Eros Centre na década de 1960.

### Segurança
Após o aumento contínuo do número de crimes violentos em St. Pauli, foi decretada, em 2007, a proibição do porte de armas, facas e outros objectos perigosos na Reeperbahn e nas ruas laterais. Foi pedido às lojas locais que deixassem de vender garrafas de vidro. Em 2009, a Lei de Proibição de Garrafas de Vidro também proibiu completamente o transporte de garrafas e copos de vidro nas noites de fim de semana e antes dos feriados públicos, podendo ser punido com uma multa de até 5.000 euros. Sinais amarelos delimitam a zona. Não se registou qualquer redução da violência em resultado desta medida.

### Projetos de melhorias
Em dezembro de 2011, o IG St. Pauli apresentou uma candidatura para transformar a Reeperbahn num "Business Improvement District" (BID), a fim de garantir uma maior limpeza e uma melhor imagem global. Até dezembro de 2013, existia uma estação de serviço Esso na Reeperbahn que era conhecida para além dos limites da cidade, estava aberta 24 horas por dia todos os dias e era frequentada por muitos visitantes do bairro.
A pandemia de COVID-19 provocou uma paragem quase total das operações na Reeperbahn em abril de 2020. Após o levantamento de quase todas as restrições relativas ao coronavírus em maio de 2022, as operações na Reeperbahn continuaram como antes.

## Locais de interesse
Entre as atrações da Reeperbahn encontram-se numerosos bares, discotecas e clubes noturnos. Entre eles, contam-se o conhecido Café Keese (até 2015, desde então um restaurante da Sausalitos Holding GmbH), o pub sem janelas "Zur Ritze" com a sua própria cave de boxe, bem como vários outros locais que continuam nas ruas laterais, como a Große Freiheit, que se ramifica da Beatles-Platz, ou a Hans-Albers-Platz. Os teatros concentram-se na Spielbudenplatz, que corre paralela à Reeperbahn, com a mais famosa esquadra alemã, o Davidwache, o museu de cera Panoptikum, o Teatro St. Pauli, o Teatro Schmidt e o Schmidts Tivoli, bem como a Operettenhaus. Os estabelecimentos eróticos mais conhecidos são a Dollhouse, o Safari e, desde 2015, o Safari Bierdorf e o A la Charm. A cena BDSM também está presente na Reeperbahn. O Club de Sade é o clube de sadomasoquismo mais antigo da Europa, da década de 1960.
Paralela à Reeperbahn e um pouco escondida a sul, encontra-se a conhecida Herbertstraße, uma rua de bordéis onde só se pode entrar a pé e através de dois portões.
Desde os anos 60 que se discute uma remodelação da Spielbudenplatz central, com o objetivo de revitalizar esta praça do bairro. Inicialmente, foram construídos pavilhões de um a dois andares no final dos anos 60, como era comum nos centros comerciais da época. Foram inicialmente instalados vários restaurantes (fast food), clubes de lazer (com bilhar, matraquilhos, etc.), bem como pequenas lojas de vestuário, lembranças, lojas de posters, etc. No entanto, a passagem muito confusa e estreita criou grandes problemas de higiene e segurança, o que levou a que muitas lojas, especialmente na zona central, fossem rapidamente encerradas e não pudessem voltar a ser arrendadas. A Spielbudenplatz tornou-se, assim, cada vez mais numa zona desagradável. No final dos anos 80, os pavilhões foram demolidos e a área de 300 metros de comprimento ficou muitas vezes inutilizada. Na sequência de propostas controversas (incluindo uma instalação com duas gruas de Jeff Koons), foi adotado e implementado pela cidade de Hamburgo, em dezembro de 2004, um plano com dois palcos móveis opostos, nos quais se realizarão eventos regulares. A renovação de 9,7 milhões de euros da Spielbudenplatz e da Reeperbahn foi oficialmente inaugurada em 2 de junho de 2006. No início de setembro de 2015, o palco ocidental ardeu e ainda não foi reconstruído.
O musical Cats de Andrew Lloyd Webber foi estreado em alemão no Operettenhaus em 2001, tal como Mamma Mia!, o musical dos ABBA, também em estreia alemã de 2002 a 2007. Em dezembro de 2007, o musical de Udo Jürgens ''Ich war noch niemals in New York'' celebrou a sua estreia mundial. Este foi substituído por Sister Act no outono de 2010. ''Rocky - fight from the heart'' estreou em novembro de 2012. Do outono de 2016 ao verão de 2017, Hinterm Horizont, com canções de Udo Lindenberg, foi apresentado aqui.
Os Beatles deram um grande passo no caminho para a sua carreira global perto da Reeperbahn, onde actuaram no "Star Club", no "Kaiserkeller", no "Top Ten Club" e no "Indra", entre outros. A Beatles-Platz comemora estes acontecimentos. A Reeperbahn tornou-se famosa com o filme Große Freiheit Nr. 7 (UFA 1943), protagonizado por Hans Albers, e com a canção que este cantou no filme, Auf der Reeperbahn nachts um halb eins. Um monumento na Hans-Albers-Platz, diretamente adjacente à Reeperbahn, retrata-o no filme com um piano de marinheiro e um boné de marinheiro. Udo Lindenberg é o único artista a ter uma estrela na Reeperbahn, que tem como modelo as estrelas da Calçada da Fama de Hollywood. Também cantou sobre a "horny mile" com Reeperbahn, tal como Tom Waits com a sua canção com o mesmo nome.
O Reeperbahn Festival realiza-se na Reeperbahn todos os anos em setembro desde 2006. Outros eventos anuais importantes incluem o Schlagermove no início de julho e os Harley Days.
A cerimónia de inauguração das Dancing Towers teve lugar em setembro de 2011. O Mojo Club foi reaberto aqui em 2013, no endereço Reeperbahn 1. 16 anos antes, o Tanzende Haus tinha sido construído em Praga. Outro símbolo da gentrificação do bairro é o arranha-céus Niebuhr, na extremidade ocidental da Reeperbahn, outrora considerado um "bunker de prostitutas", mas convertido em condomínios caros após uma renovação.